# Pachycereus schottii
Pachycereus schottii — вид рослин родини кактусових, батьківщиною яких є південна Аризона і північно-західна Мексика, особливо Баха-Каліфорнія та Сонора. Серед синонімів Pilocereus schottii та Lophocereus schottii.